# Or Akiva
Or Akiva (hebrejsky אוֹר עֲקִיבָא‎, doslova „Akivovo Světlo“, v oficiálním přepisu do angličtiny Or Aqiva) je město v Izraeli, v Haifském distriktu.

## Geografie
Leží v nadmořské výšce 16 m v Izraelské pobřežní planině, 7 km od města Chadera, 50 km severoseverovýchodně od centra Tel Avivu a 33 km jihojihozápadně od Haify. Podél východního okraje města vede k severu vádí Nachal Ada.
Or Akiva je součástí hustě zalidněného pásu, který je ale prostoupen plochami inzenzivně využívané zemědělské krajiny. Město leží přibližně 2 km od pobřeží Středozemního moře, kde se nachází starověká lokalita Caesarea Maritima.
Osídlení v tomto regionu je v naprosté většině židovské, pouze na severozápadní straně od Or Akiva leží arabské menší město Džisr az-Zarká. Or Akiva je na dopravní síť napojena pomocí dvou paralelně vedoucích severojižních tahů: dálnice číslo 4 a dálnice číslo 2. Město má i železniční spojení, nedaleko odtud prochází trať Tel Aviv ־ Haifa se stanicí v lokalitě Pardes Chana-Karkur.

## Dějiny

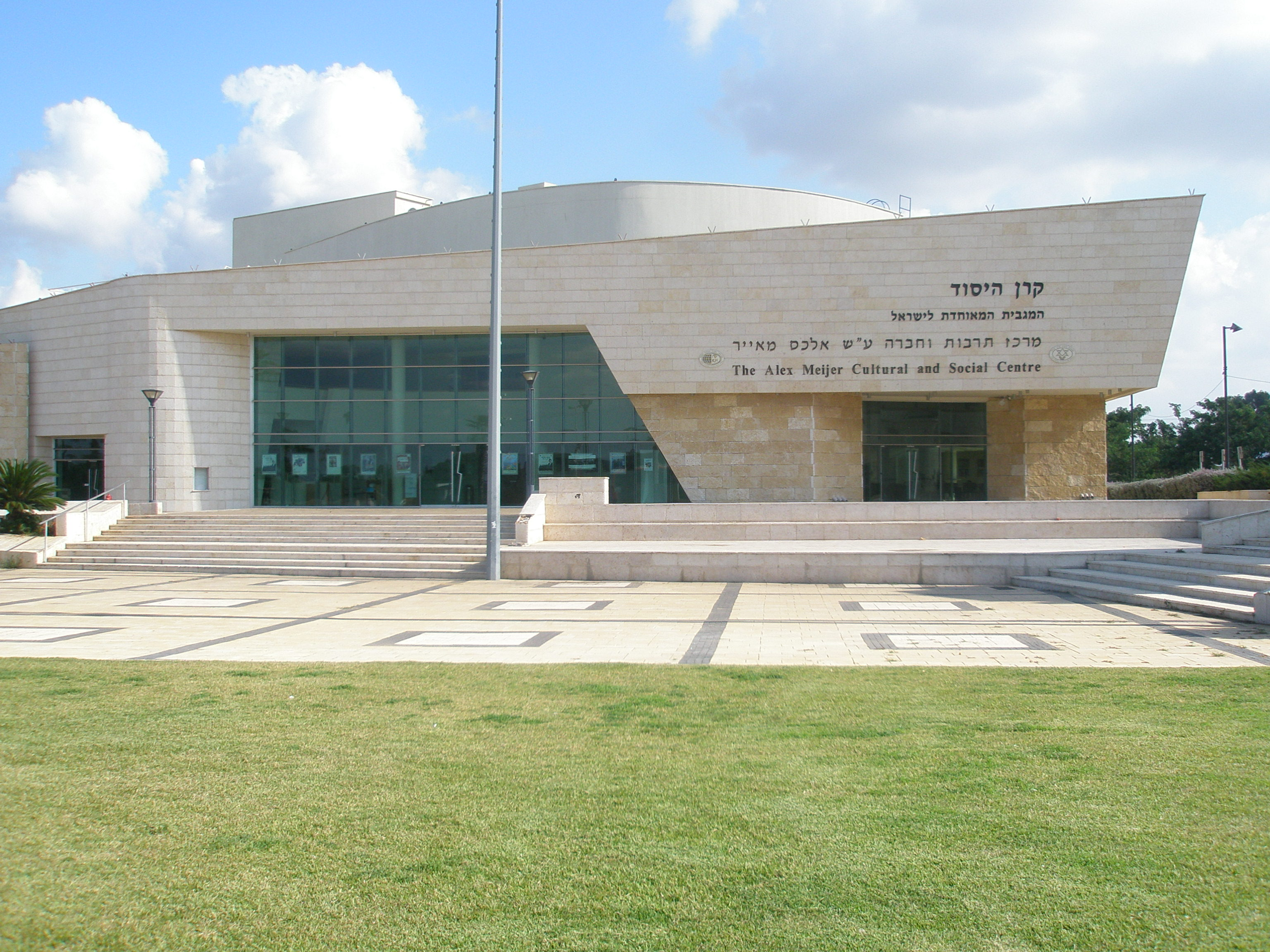
Kulturní centrum v Or Akivě

Or Akiva byla založen roku 1951. K slavnostnímu založení došlo 24. dubna 1951. Šlo o nově zřízené, plánovitě budované město, určené pro ubytování nových židovských přistěhovalců, kteří po roce 1948 dorazili do Izraele, jako takzvané rozvojové město. Jméno získalo podle starověkého židovského učence, rabína Akivy ben Josefa, přičemž pracovní název obce zněl Ma'abarat Chof ha-Karmel (מעברת חוף הכרמל‎). První vlna obyvatel sestávala z přistěhovalců z Iráku, Rumunska a Jemenu. V roce 1953 zde byly dokončeny první zděné domy - 200 bytových jednotek. Tehdy, v červenci 1953 se z přistěhovaleckého tábora stala obec Or Akiva. V září 1953 se ustavila místní samospráva. Později zde byla založena velká textilní továrna. V roce 1976 do města dorazila přistěhovalecká vlna z Kavkazu. Roku 2001 byla Or Akiva povýšena na město. V roce 2003 se uvažovalo o sloučení Or Akivy s nedalekým menším městem Caesarea, ale tento plán byl odmítnut.
Postupným narůstáním získala Or Akiva městský charakter a skládá se z pěti hlavních čtvrtí, které vesměs odrážejí jednotlivé etapy výstavby města a jejichž složení odpovídá původu přistěhovalců, kteří v dotyčné době do země přicházeli. Město má nedostatek vlastních pracovních míst a zůstává relativně nízko na žebříčku socioekonomického rozvoje. Od 80. let 20. století pomáhá městu partnerství s židovskou komunitou v americkém Miami, díky kterému zde došlo k mnoha investicím. Jako výraz oživení místní ekonomiky bylo u vjezdu do Or Akivy otevřeno v roce 1995 velké nákupní středisko. V roce 2008 schválilo vedení města projekt výstavby nové dálniční spojky, která má propojit dálnice číslo 2 a 4 a podél ní má vyrůst průmyslová a komerční zóna. Součástí projektu je i výstavba výškových obytných domů. Část obyvatel projekt odmítá. Ve městě fungují 3 zdravotní střediska.

## Demografie
Or Akiva je středně velké sídlo městského typu. Počátek 90. let přinesl skokový nárůst počtu obyvatelstva, který se ale pak prakticky zastavil. K 31. prosinci 2017 zde žilo 17 800 lidí.
| Rok  | Obyvatelé |
| ---- | --------- |
| 1952 | 1 207     |
| 1955 | 1 700     |
| 1961 | 3 208     |
| 1963 | 4 700     |
| 1964 | 5 400     |
| 1965 | 6 000     |
| 1966 | 6 000     |
| 1967 | 6 000     |
| 1968 | 6 000     |
| 1969 | 6 150     |
| 1970 | 6 300     |
| 1971 | 6 400     |
| 1972 | 6 400     |
| 1973 | 6 600     |
| 1974 | 6 700     |
| 1975 | 6 800     |
| 1976 | 7 100     |
| 1977 | 7 300     |
| 1978 | 7 500     |
| 1979 | 7 800     |
| 1980 | 8 000     |
| 1981 | 7 900     |
| 1982 | 8 100     |
| 1983 | 7 700     |
| 1984 | 8 000     |
| 1985 | 8 200     |
| 1986 | 8 100     |
| 1987 | 8 000     |
| 1988 | 7 800     |
| 1989 | 7 800     |
| 1990 | 8 200     |
| 1991 | 9 800     |
| 1992 | 10 500    |
| 1993 | 11 500    |
| 1994 | 13 500    |
| 1995 | 13 905    |
| 1996 | 14 473    |
| 1997 | 14 680    |
| 1998 | 14 883    |
| 1999 | 15 200    |
| 2000 | 15 327    |
| 2001 | 15 309    |
| 2002 | 15 700    |
| 2003 | 15 700    |
| 2004 | 15 800    |
| 2005 | 15 800    |
| 2006 | 15 800    |
| 2007 | 15 800    |
| 2008 | 16 000    |
| 2009 | 16 100    |
| 2010 | 16 000    |
| 2011 | 15 900    |
| 2012 | 16 200    |
| 2013 | 16 600    |
| 2014 | 16 800    |
| 2015 | 17 100    |
| 2016 | 17 600    |
| 2017 | 17 800    |
| 2018 | 18 200    |